# Space Jam
Space Jam je americký film od studia Warner Brother's z roku 1996, ve kterém si zahraje i basketbalová hvězda Michael Jordan.

## Děj
Michael Jordan jako malý kluk sní o tom, že jednou se stane profesionálním basketbalistou. Jeho sen se splní a jako dospělý muž se stane světovou jedničkou v NBA. Ve vesmíru žijí malí mimozemšťané, kteří mají na starosti vesmírný lunapark. Všichni jejich zákazníci si ale stěžují, proto je jejich šéf pošle na Zemi, aby našli kreslené postavičky Bugs Bunnyho, které by měly vystupovat v jejich lunaparku jako atrakce. Když se malí mimozemšťané dostanou do jejich vesnice, Bugs Bunny se svými kamarády se rozhodnou, že je vyzvou na basketbalový zápas. Mimozemšťané souhlasí, a rozhodnou se proto ukrást schopnosti nejlepším hráčům v NBA. Pak se promění na obrovské a nespoutané příšery. Bugs Bunny a ostatní kreslené postavičky se začnou obávat nejhoršího- že je obrovští mimozemšťané porazí a oni se tak stanou otroky ve vesmírném lunaparku. Proto si zavolají nejlepšího hráče basketbalu, Michaela Jordana, aby jim pomohl vyhrát jejich zápas. Na konec všechno dobře dopadne, mimozemšťané opět vrátí schopnosti hráčům, jejich zlého šéfa přivážou na raketu a pošlou ho zpátky do vesmíru.